# Břežánky

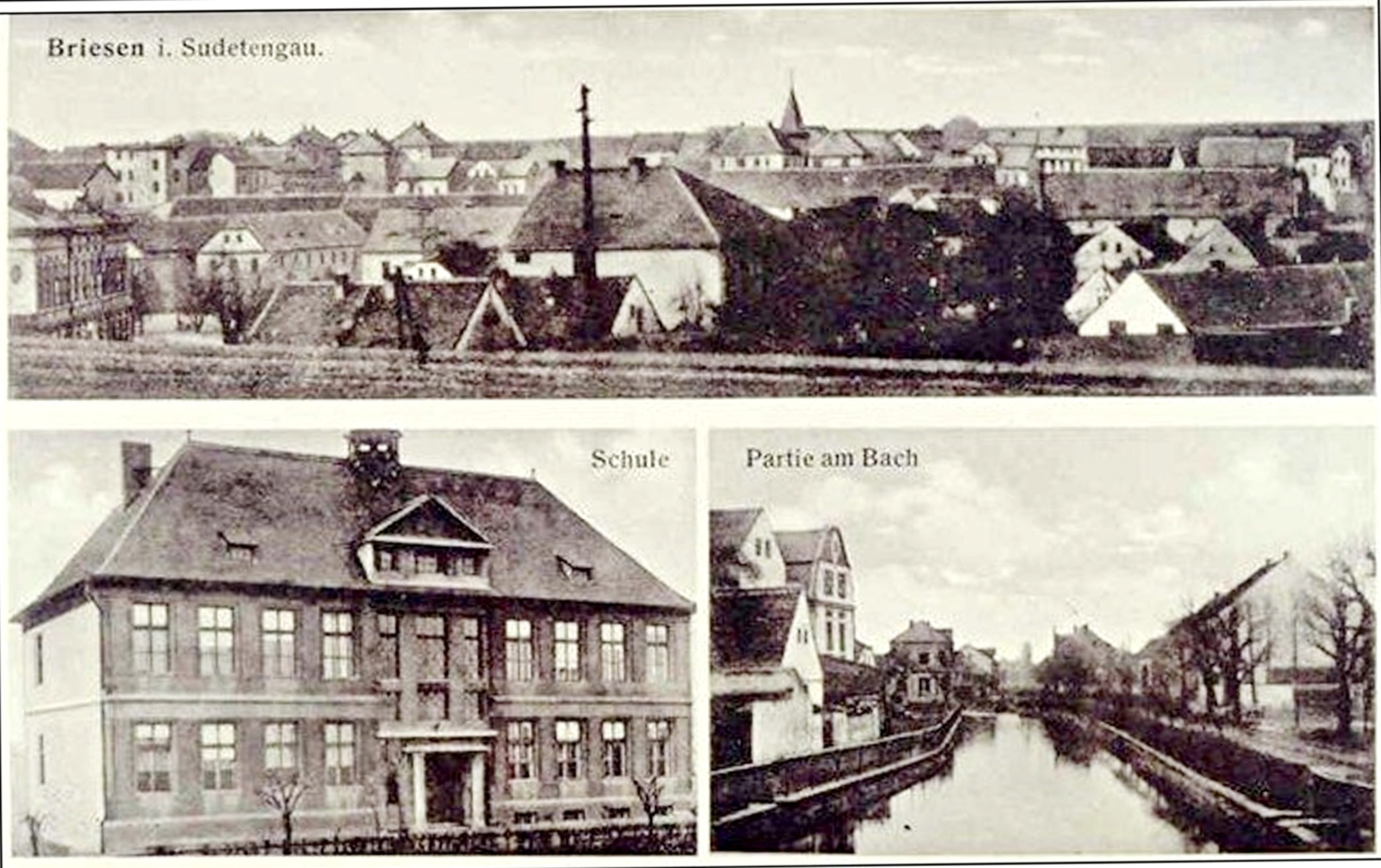
Břežánky

Břežánky, bis 1923 Břežanky (deutsch Briesen), ist ein abgebaggertes Dorf im Okres Teplice in Tschechien. Sein Kataster mit einer Fläche von 467,7341 ha gehört zur Stadt Bílina. An der Stelle von Břežánky befindet sich heute der Tagebau důl Bílina.

## Geographie
Břežánky befand sich drei Kilometer nordwestlich von Bílina am nordwestlichen Fuße des Böhmischen Mittelgebirges im Nordböhmischen Becken. Das Dorf lag im Tal des Baches Radčický potok (Grundbach bzw. Brucher Bach) kurz vor dessen Mündung in die Bílina. Nordöstlich erhob sich der Schenkertberg (221 m), im Südosten der Chlum (295 m), südlich der Bořeň (Borschen, 539 m) sowie im Südwesten der Kaňkov (Schauferberg, 436 m) und der Červený vrch (Rothe Berg, 366 m). Nördlich des Dorfes verlief die Bahnstrecke Ústí nad Labem–Chomutov, die nächste Bahnstation war Břešťany.
Nachbarorte waren Liptice und Duchcov im Norden, Ledvice, Hostomice nad Bílinou und Chotějovice im Nordosten, Chotovenka und Chudeřice im Osten, Bílina und Újezd im Südosten, Lázně Kyselka, Kaňkov und Liběšice im Süden, Želenice, Braňany, Pařidla und Konobrže im Südwesten, Břešťany und Jenišův Újezd im Westen sowie Libkovice, Nový Dvůr und Hrdlovka im Nordwesten.

## Geschichte
Die erste schriftliche Erwähnung des zum Kloster Osek gehörigen Dorfes erfolgte im Jahre 1208. Im Jahre 1429 verwüsteten Hussiten das Dorf. Nach dem Ende der Hussitenkriege erfolgte die Wiederbesiedlung durch fränkische Siedler aus den Gebieten der Klöster Ebrach und Waldsassen. Im Jahre 1658 wurde die Kapelle errichtet.
Der Obergeorgenthaler Kaplan Josef Stowasser überließ der Kapelle 1780 ein Partikel des Katakombenheiligen Donatus. Im Jahre 1810 bestand Briesen aus 26 Häusern und hatte 186 Einwohner. Bis ins 19. Jahrhundert war Briesen ein rein landwirtschaftlich geprägtes Dorf. Die größten Güter des Ortes besaßen Hopfenspeicher.
Im Jahre 1831 bestand Briesen, auch Priesen genannt, aus 27 Häusern mit 158 deutschsprachigen Einwohnern. Im Ort gab es eine Schäferei und eine Mahlmühle. Abseits lag der obrigkeitliche Meierhof.
Pfarrort war Bilin. Bis zur Mitte des 19. Jahrhunderts blieb Briesen dem Gut Ossegg untertänig.
Nach der Aufhebung der Patrimonialherrschaften bildete Briesen/Břežanky ab 1850 einen Ortsteil der Gemeinde Lang Augezd/Jeníšův Oujezd im Leitmeritzer Kreis und Gerichtsbezirk Bilin. In der zweiten Hälfte des 19. Jahrhunderts veränderte der aufkommende Braunkohlenbergbau den Charakter des bäuerlich geprägten deutschen Dorfes im fruchtbaren Grundbachtal. 1860 wurden die Schächte St. Emeran, Amalia I, III und Adele abgeteuft, im selben Jahre entstand auch die Eisenbahnverbindung. Ab 1868 gehörte das Dorf zum Bezirk Teplitz und ab 1896 zum Bezirk Dux. Zunächst wurden die Hopfenkammern der Bauerngüter zu Einzimmerwohnungen für Bergleute umgebaut. Infolge des Zustroms tschechischer Bergleute entstanden schließlich am Ortsrand die Bergarbeitersiedlungen Emeran und Adele. Ab 1870 wurde die deutsche Ortsnamensform Priesen nicht mehr verwendet. In den 1870er Jahren löste sich Briesen von Lang Augezd los und bildete eine eigene Gemeinde. Briesen bestand 1880 aus 41 Häusern und hatte 394 Einwohner, von denen 350 Deutschböhmen und 44 Tschechen waren. 1880 entstand eine Elektroporzellanfabrik. Im Jahre 1892 kam es zu einem verheerenden Schwimmsandeinbruch. 1896 wurde in Briesen eine einstöckige deutsche Schule errichtet. Nachdem von der größtenteils von Tschechen bewohnten Bergarbeitersiedlung eine Unterschriftensammlung für die Errichtung einer tschechischen Schule ausging, ließ das Bergbauunternehmen die Wohnungen der Unterstützer zwangsräumen. Der Aufschwung des Bergbaus ließ Briesen weiter anwachsen. Im Jahre 1906 wurde ein neues Grubenfeld zwischen dem Grundbach und dem Bahnhof Bilin erschlossen. Nach der Gründung der Tschechoslowakei wurde die deutsche Schule 1918 in eine tschechische Schule umgewandelt. 1919 entstand eine Baugenossenschaft für Bergarbeiterwohnungen. Das Dorf bestand im Jahre 1921 aus 118 Häusern, die Mehrheit der 1831 Einwohner stellten inzwischen die Tschechen. In dieser Zeit errichteten die tschechischen Bergarbeiter ein Denkmal für Jan Hus. 1923 wurde eine neue deutsche Schule errichtet. Im Jahre 1927 bildete sich eine tschechische Freiwillige Feuerwehr. Die Porzellanfabrik wurde 1928 stillgelegt. 1930 lebten in der Gemeinde 2421 Personen, davon waren 72,3 % Tschechen. Die Kapelle wurde 1931 restauriert. In Folge des Münchner Abkommens wurde Briesen 1938 dem Deutschen Reich zugeschlagen und gehörte zunächst zum Landkreis Dux. Ab dem 1. Mai 1939 war das Dorf Teil des neugebildeten Landkreises Bilin. Beim Zensus vom 17. Mai 1939 hatte die Gemeinde wegen der Aussiedlung eines Großteils der Tschechen nur noch 1778 Einwohner. Im selben Jahre wurde am Rande der Siedlung Adele ein Lager für italienische Gastarbeiter eingerichtet. Die Grubenfelder des St.Emeran-Schachtes wurden 1942 vom Konrad-Henlein-Schacht übernommen und der Betrieb auf einen Lehrbetrieb beschränkt. In Briesen wurde von Oktober 1943 bis Ende April 1945 ein  Außenlager des KZ Sachsenhausen betrieben. Am 16. Dezember 1943 hinterließ eine Bombardierung schwere Schäden.
Nach dem Ende des Zweiten Weltkrieges kam Břežánky 1945 zur Tschechoslowakei zurück und die deutschböhmische Bevölkerung wurde vertrieben. Im östlich des Dorfes gelegenen Meierhof wurde ein Abschiebungslager für die deutsche Bevölkerung des Okres Bílina eingerichtet, die Baracken des Italienerlagers in der Siedlung Adele dienten als Arbeitslager für Deutsche. Im Jahre 1950 wurden die Gemeinden Břežánky und Břešťany zu einer Gemeinde Břežánky zusammengeschlossen. Im Zuge der Aufhebung des Okres Bílina wurde Břežánky 1961 dem Okres Teplice zugeordnet. Die Gemeinde Břežánky wurde zwischen 1964 und 1970 im Zuge des Aufschlusses des Großtagebaus důl Maxim Gorkij abgesiedelt und am 1. November 1970 nach Bílina eingemeindet. Zwei Jahre später wurde das Dorf devastiert.

## Söhne und Töchter des Ortes
- Richard Triebe (1922–2012), Bildhauer, Maler, Grafiker und Regensburger Dombaumeister
- Hans Meyer (* 1942), deutscher Fußballtrainer
- Erik Silvester (1942–2008), deutscher Schlagersänger, Komponist, Texter und Produzent